# کاکوی علیا
کاکوی علیا، روستایی از توابع بخش ییلاق شهرستان قروه در استان کردستان ایران است.

## جمعیت
این روستا در دهستان ئیلاق جنوبی  قرار دارد و براساس سرشماری مرکز آمار ایران در سال ۱۳۸۵، جمعیت آن ۱۷۹ نفر (۴۳خانوار) بوده‌است.